# Mount Bursik
Mount Bursik är ett berg i Antarktis. Det ligger i Västantarktis. Chile gör anspråk på området. Toppen på Mount Bursik är 2 500 meter över havet.
Terrängen runt Mount Bursik är varierad. Trakten är obefolkad. Det finns inga samhällen i närheten. 